# DN Galan 2015
Bauhaus-Galan 2015 byl lehkoatletický mítink, který se konal 30. července 2015 ve švédském městě Stockholm. Byl součástí série mítinků Diamantová liga.

## Výsledky
- Archiv výsledků zde [1]

### Muži
| Disciplína      | 1. místo                  | 2. místo                 | 3. místo                      |
| 200 m           | Alonso Edward 20,04       | Anaso Jobodwana 20,18    | Ramil Guliyev 20,27           |
| 400 m           | Machel Cedenio 44,97      | Luguelin Santos 45,21    | Martyn Rooney 45,41           |
| 1500 m          | Ayanleh Souleiman 3:33,33 | Jakub Holuša 3:34,26     | Ilham Tanui Özbilen 3:34,40   |
| 3000 m překážek | Hicham Sigueni 8:16,54    | Brahim Taleb 8:16,56     | Hillary Kipsang Yego 8:19,14  |
| 110 m překážek  | Orlando Ortega 13,18      | Sergej Šubenkov 13,22    | David Oliver 13,24            |
| Skok do výšky   | Jacorian Duffield 232 cm  | Mutaz Essa Baršim 229 cm | Gianmarco Tamberi 229 cm      |
| Skok daleký     | Greg Rutherford 834 cm    | Marquis Dendy 809 cm     | Godfrey Khotso Mokoena 787 cm |
| Hod diskem      | Piotr Małachowski 65,95 m | Philip Milanov 64,97 m   | Robert Urbanek 63,25 m        |

### Ženy
| Disciplína     | 1. místo                            | 2. místo                      | 3. místo                  |
| 100 m          | Shelly-Ann Fraserová-Pryceová 10,93 | Tori Bowieová 11,05           | Natasha Morrison 11,22    |
| 800 m          | Renelle Lamote 1:59,91              | Lynsey Sharpová 2:00,29       | Brenda Martinez 2:00,54   |
| 3000 m         | Katie Mackey 8:52,99                | Renata Plis 8:53,58           | Betlhem Desalegn 8:53,75  |
| 400 m překážek | Zuzana Hejnová 54,37                | Sara Petersenová 54,42        | Cassandra Tate 54,88      |
| Skok o tyči    | Yarisley Silvaová 481 cm            | Nikoleta Kyriakopoulou 476 cm | Fabiana Murerová 471 cm   |
| Trojskok       | Caterine Ibargüenová 14,69 m        | Olga Rypakovová 14,30 m       | Kimberly Williams 14,22 m |
| Hod oštěpem    | Barbora Špotáková 65,66             | Sunette Viljoenová 64,03 m    | Linda Stahlová 64,02 m    |
| Vrh koulí      | Christina Schwanitzová 20,13 m      | Michelle Carterová 19,24 m    | Anita Mártonová 18,74 m   |